# Amuay
Amuay è una città del Venezuela nello Stato di Falcón.
Posta nella penisola d Paraguaná, il suo porto serve la vicina raffineria di petrolio, considerata la maggiore nel mondo e conosciuta come "Paraguana refining center", che ha una produzione giornaliera di oltre un milione di barili di petrolio (e prodotti derivati) al giorno.
La cittadina di Amuay ha circa 20.000 abitanti ed è collegata alla vicina Punto Fijo, con cui forma una conurbazione di oltre 200.000 abitanti nel comune di Carirubana.